# Jekkek
Jekkek är en sjö i Arjeplogs kommun i Lappland och ingår i Piteälvens huvudavrinningsområde. Sjön har en area på 0,221 kvadratkilometer och ligger 657 meter över havet.

## Delavrinningsområde
Jekkek ingår i det delavrinningsområde (740753-157399) som SMHI kallar för Utloppet av Sattermjaure. Medelhöjden är 632 meter över havet och ytan är 11,41 kvadratkilometer. Det finns inga avrinningsområden uppströms utan avrinningsområdet är högsta punkten. Vattendraget som avvattnar avrinningsområdet har biflödesordning 3, vilket innebär att vattnet flödar genom totalt 3 vattendrag innan det når havet efter 296 kilometer. Avrinningsområdet består mestadels av skog (68 procent) och kalfjäll (16 procent). Avrinningsområdet har 1,34 kvadratkilometer vattenytor vilket ger det en sjöprocent på 11,7 procent.